# Lou Rosenfeld
Louis B. Rosenfeld – amerykański informatolog, specjalista w dziedzinie architektury informacji.

## Życiorys
Lou Rosenfeld ukończył studia informacji naukowej i bibliotekoznawstwa na University of Michigan. Otrzymał również tytuł B.A. historii na University of Michigan. W 1991 roku został współzałożycielem firmy konsultingowej Argus Associates. W 1993 roku założył serwis Argus Clearinghouse, pokazujący, jak można wspomóc bibliotekarzy, czyniąc Internet bardziej dostępnym.
Wraz z Christiną Wodtke założył w 2002 roku Information Architecture Institute. Założył również w 2005 roku wydawnictwo Rosenfeld Media.
Jest żonaty z Mary Jean Babic, z którą ma dwoje dzieci: Iris oraz Nate’a.

## Publikacje
Książki
- Peter Morville, Lou Rosenfield: The Internet Searcher’s Handbook: Locating Information, People, and Software. Neal-Schuman Publishers, Inc., 1999. Brak numerów stron w książce
- Peter Morville, Lou Rosenfield: Information architecture for the World Wide Web: Designing large-scale web sites. O’Reilly Media, Inc., 2002/2008. Brak numerów stron w książce
- Louis Rosenfeld: Search Analytics for Your Site: Conversation With Your Consumers. 2011. Brak numerów stron w książce

Artykuły
- Joseph W. Janes, Louis B. Rosenfeld. Networked information retrieval and organization: Issues and questions. „Journal of the American Society for Information Science”. 47.9, s. 711–715, 1996.
- Louis B. Rosenfeld. Information architecture: looking ahead. „Journal of the American society for information science and technology”. 53.10, s. 874–876, 2002.